# La Torre de l’Espanyol
La Torre de l’Espanyol település Spanyolországban, Tarragona tartományban. La Torre de l’Espanyol Vinebre, Cabacés, La Figuera, El Molar és Garcia községekkel határos. Lakosainak száma 631 fő (2024).

## Népesség
A település népessége az elmúlt években az alábbi módon változott:
| Lakosok száma | 253  | 1473 | 1269 | 923  | 706  | 731  | 678  | 676  | 611  | 631  |
|               | 1717 | 1887 | 1936 | 1960 | 1986 | 2004 | 2009 | 2014 | 2019 | 2024 |